# Quantico Station
Quantico Station és una concentració de població designada pel cens dels Estats Units a l'estat de Virgínia. Segons el cens del 2000 tenia 6.571 habitants.

## Demografia
Segons el cens del 2000, Quantico Station tenia 6.571 habitants, 1.389 habitatges, i 1.351 famílies. La densitat de població era de 354,8 habitants per km².
Dels 1.389 habitatges en un 77,2% hi vivien nens de menys de 18 anys, en un 91,3% hi vivien parelles casades, en un 4,3% dones solteres, i en un 2,7% no eren unitats familiars. En el 2,1% dels habitatges hi vivien persones soles el 2,1% de les quals corresponia a persones de 65 anys o més que vivien soles. El nombre mitjà de persones vivint en cada habitatge era de 3,57 i el nombre mitjà de persones que vivien en cada família era de 3,57.
Per edats la població es repartia de la següent manera: un 32,3% tenia menys de 18 anys, un 29,9% entre 18 i 24, un 35,5% entre 25 i 44, un 2,2% de 45 a 60 i un 0,1% 65 anys o més.
L'edat mediana era de 22 anys. Per cada 100 dones de 18 o més anys hi havia 196,1 homes.
La renda mediana per habitatge era de 41.429 $ i la renda mediana per família de 41.288 $. Els homes tenien una renda mediana de 24.478 $ mentre que les dones 20.676 $. La renda per capita de la població era de 14.563 $. Entorn del 5,5% de les famílies i el 5,7% de la població estaven per davall del llindar de pobresa.

## Poblacions més properes
El següent diagrama mostra les poblacions més properes.